# Distretto di Coya
Il distretto di Coya è uno degli otto distretti della provincia di Calca, in Perù. Si trova nella regione di Cusco.